# HMS Sigurd (21)
HMS Sigurd (21) tidigare (6), var en jagare i svenska flottan. Sigurd byggdes av Lindholmens varv och sjösattes den 19 september 1908. Fartyget var baserat på HMS Wale tillsammans med Vidar, Ragnar, Hugin och Munin.

## Utlandsresa

### 1912
Resan skedde tillsammans HMS Fylgia, HMS Oscar II, HMS Dristigheten. Med på HMS Oscar II var Sveriges dåvarande kung, Gustaf V som skulle träffa tsaren av Ryssland, Nikolaj II med familj. Resan gick från Stockholm till Viborg, och därefter till Karlskrona.